# Le Prix du passé

Le Prix du passé (Secrets from Her Past) est un téléfilm canadien réalisé par Gordon Yang et diffusé en 2011.

## Fiche technique
- Titre original : Secrets from Her Past
- Réalisation : Gordon Yang
- Scénario : Christine Conradt, Danise Lee
- Durée : 90 min
- Pays :  Canada

## Distribution
- Ashley Jones (V.F. : Brigitte Bergès) : Stephanie Wickers / Kate Collins
- Michael Woods (V.F. : Boris Rehlinger) : David
- Nicole de Boer (V.F. : Géraldine Asselin) : Hanna
- Antonio Sabato Jr. (V.F. : Arnaud Arbessier) : Dr Shawn Tessle
- Al Sapienza (V.F. : Bernard Bollet) : Alek Ravik
- Janet-Laine Green (V.F. : Blanche Ravalec) : Marilyn
- Vlasta Vrana : Mo Stefanokis
- Cinthia Burke
- Frank Schorpion
- Alain Chanoine
- Daniel Simpson : Officier en uniforme
- Mohi Awal : Prêteur sur gages
- Luigi Saracino : Concierge
- Rachelle Casseus : Natalia
- Paul Rainville : Inspecteur Quill
- Jolanta Mojsej : Amanda
- Mark Slacke
- Bobby Osborne
- Kate Hurman : Administratrice
- Jeff Simpson : Commandant du SWAT